# Pony Car

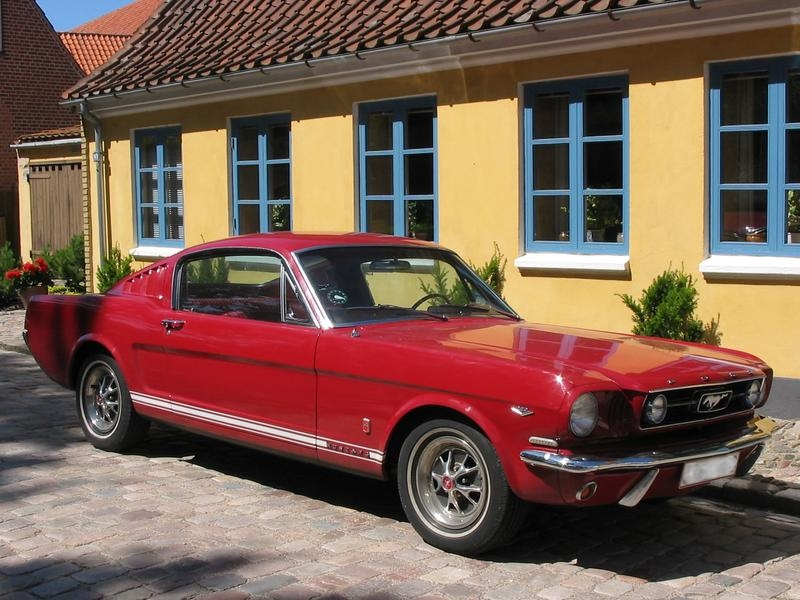
Mustang

Pony car — в США так называют модели легковых автомобилей со спортивным или стилизованным под спортивный дизайном, но, как правило, не имеющие в базовой комплектации мощных двигателей. Общие характеристики включают в себя задний привод, подвеску и трансмиссию характерную для обычных (не спортивных) машин, длинный капот, короткую крышку багажника, использование деталей, узлов и агрегатов от обычных легковых моделей этого же автопроизводителя. В честь феноменальных продаж одного из первых таких автомобилей, Ford Mustang, данный класс и получил своё название.

## Примеры «пони-каров»
- AMC Javelin

- Ford Mustang

- Chevrolet Camaro

- Mercury Cougar

- Plymouth Barracuda

- Pontiac Firebird